# Zimandcuz
Zimandcuz (węg. Zimándköz)– wieś w Rumunii, w okręgu Arad, w gminie Zimandu Nou. W 2011 roku liczyła 1630 mieszkańców.